# RX J1131-1231
RX J1131-1231 és un forat negre supermassiu que conté un quàsar que es troba a 6.050 milions d'anys llum de la Terra a la constel·lació de la Copa.
El 2014 astrònoms van trobar que els raigs X emesos provenen d'una regió dins el disc d'acreció a tres vegades el radi de l'horitzó de successos. Això implica que el forat negre ha d'estar girant increïblement ràpid per permetre al disc sobreviure en aquest radi tant petit.
Aquestes observacions les van fer l'equip de Rubens Reis a la Universitat de Michigan fent servir l'observatori de raigs X Chandra de la NASA i el telescopi XMM-Newton de la ESA. L'equip va observar els raigs X generats en la regió interna del disc envoltant i alimentant el forat negre que potencia el quàsar. Mesurant el radi del disc, els astrònoms van poder calcular la velocitat de rotació del forat negre, que es quasi la meitat de la velocitat de la llum. Aquesta velocitat de gir tant alta del quàsar indica que el forat negre és alimentat per una gran quantitat de gas i pols.
Les mesures no s'haguessin pogut dur a terme sense la rara alineació del quàsar i una galàxia el·líptica situada a la línia de visió des de la Terra. Aquesta alineació proporciona una quàdruple lent gravitacional que augmenta la llum que prové del quàsar.